# Jakići Dolinji
Jakići Dolinji – wieś w Chorwacji, w żupanii istryjskiej, w gminie Sveti Lovreč. W 2011 roku liczyła 24 mieszkańców.